# ¡No compres mercancías rusas!
«¡No compres mercancías rusas!» (en ucraniano: «Не купуй російське!») o «¡Boicot de mercancías rusas!» (en ucraniano: «Бойкотуй російське!») es una campaña cívica que se desarrolla en Ucrania para boicotear productos rusos. Comenzó como una reacción al bloqueo comercial de las exportaciones de Ucrania a Rusia en 2013. La campaña se inició el 14 de agosto de 2013, con un llamamiento en las redes sociales de Internet. La campaña se amplió y empezó a distribuir folletos, carteles, pegatinas etc. La campaña perdió el carácter sistemático en noviembre de 2013, cuando comenzó el Euromaidán. Sin embargo, el 2 de marzo de 2014, después del comienzo de la crisis de Crimea, y de los conflictos en el Donbás, los activistas anunciaron la vuelta de la campaña de boicot contra los productos rusos. La campaña está organizada por movimiento cívico Vídsich, creado en el año 2010 para protestar contra el presidente de Ucrania, Víktor Yanukóvich y el Partido de las Regiones, favorables a la cercanía política y económica con Rusia, que habían llegado al gobierno tras las elecciones presidenciales de Ucrania de 2010.

## Las causas
Los activistas llamaron a iniciar la campaña el 14 de agosto de 2013 desde el Servicio de Aduanas de la Federación de Rusia a la lista de «en riesgo» a todos los importadores de Ucrania. Estas acciones dieron como resultado el bloqueo efectivo de las importaciones procedentes de Ucrania a Rusia, que en los puestos de control fronterizos con Ucrania a Rusia comenzó a formar una cola de cientos de camiones y vagones de mercancías de Ucrania. Sin embargo, los activistas dijeron que en la adopción de tal decisión también influyeron las guerras económicas pasadas contra Ucrania por Rusia, tales como: la «guerra de la carne», la «guerra de queso», la «guerra del chocolate» y otras.

## Boicot en 2013
El 22 de agosto de 2014, los activistas realizaron una acción de protesta cerca de la Administración del Presidente de Ucrania. Después de que comenzó la distribución masiva de folletos, carteles, pegatinas en más de 45 ciudades y pueblos de Ucrania. Las actividades de la campaña disminuyeron al empezar el Euromaidan.

## Boicot en 2014

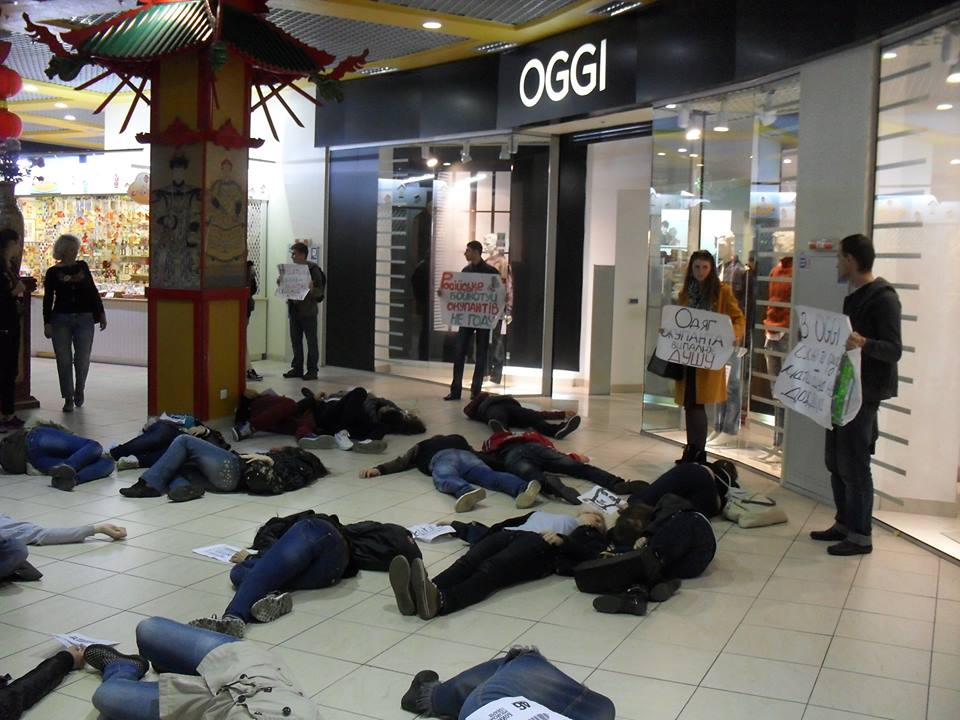
Flash mob cerca de la tienda de ropa rusa OGGI en Kiev, campaña "¡No compre productos rusos!". Fotografía realizada por un activista de Vidsich.

El 2 de marzo de 2014, los activistas anunciaron en las páginas oficiales de la campaña en las redes sociales la renovación del boicot de productos rusos. Comenzó después del principio de la «crisis de Crimea» y la intervención militar rusa en Ucrania.
Desde el marzo de 2014, los activistas realizan flashmobs en los supermercados y llamamientos para no comprar mercancías rusas, además boicotean y bloquean estaciones de gas ruso para que no se reposte gasolina, bancos rusos, los conciertos etc.
A finales de agosto de 2014 los activistas comenzaron la campaña de boicot de las películas rusas (es decir de toda la cinematografía rusa).

## Galería

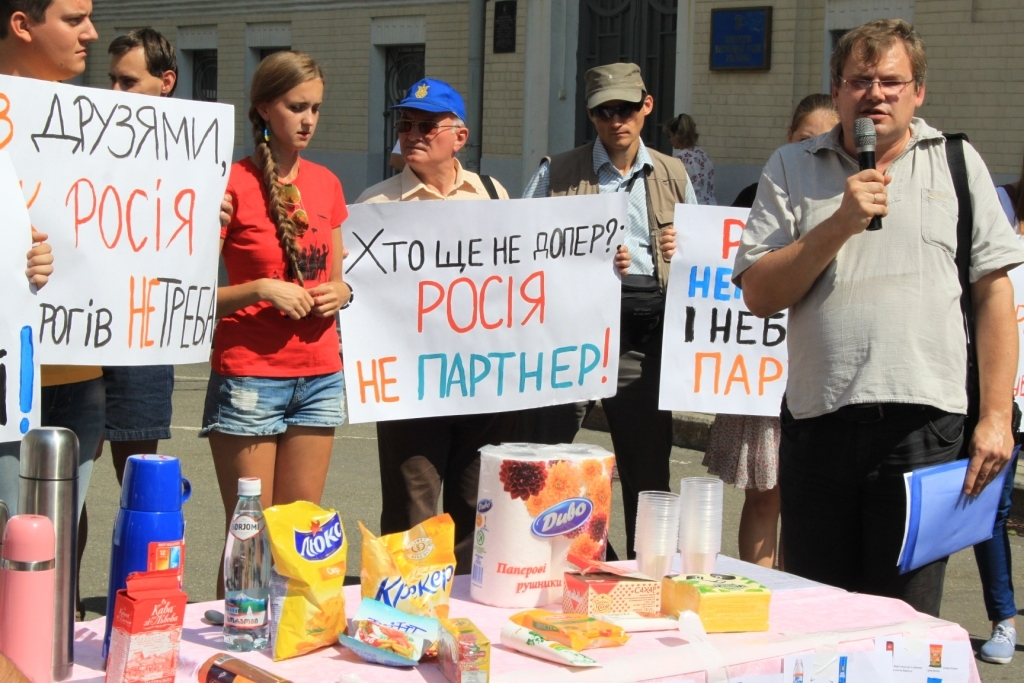
La acción en respuesta al boicot a los productos ucranianos de Rusia. El 22 de agosto del 2013
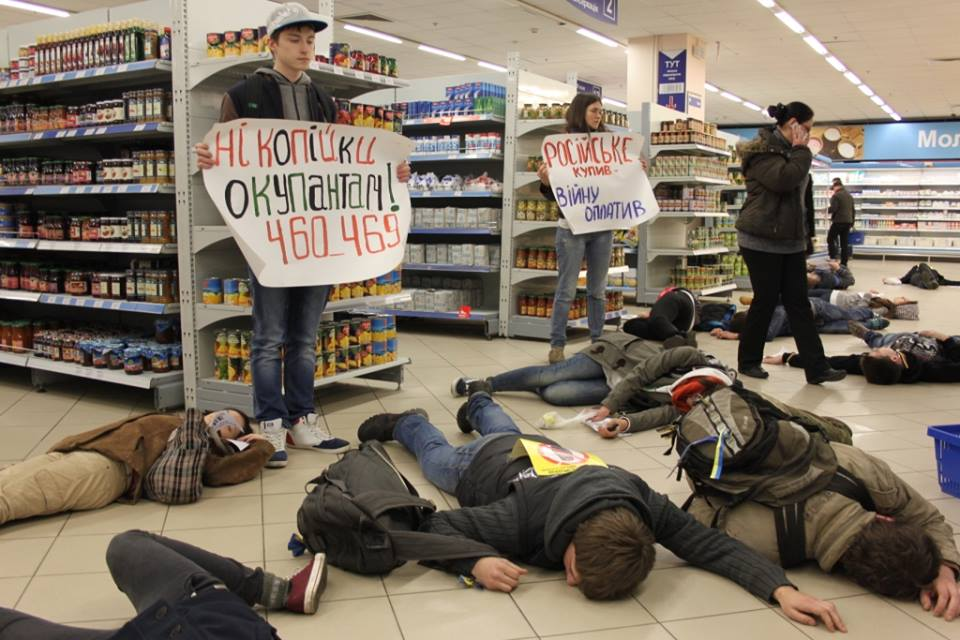
Flash mob en el supermercado. Kiev. El 15 de marzo del 2014
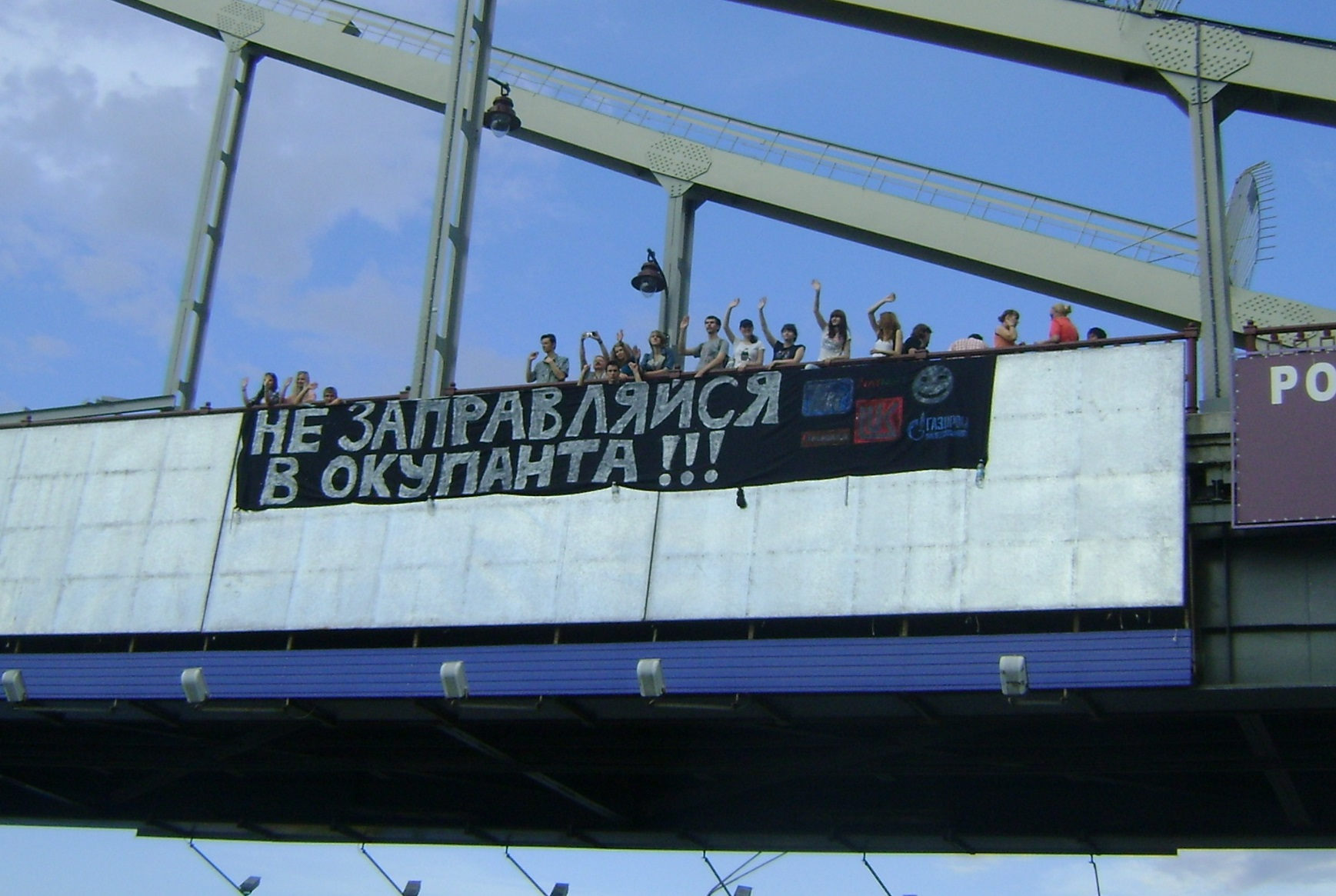
La acción de colocación de una pancarta que llama a no comprar la gasolina rusa. El 29 de mayo del 2014
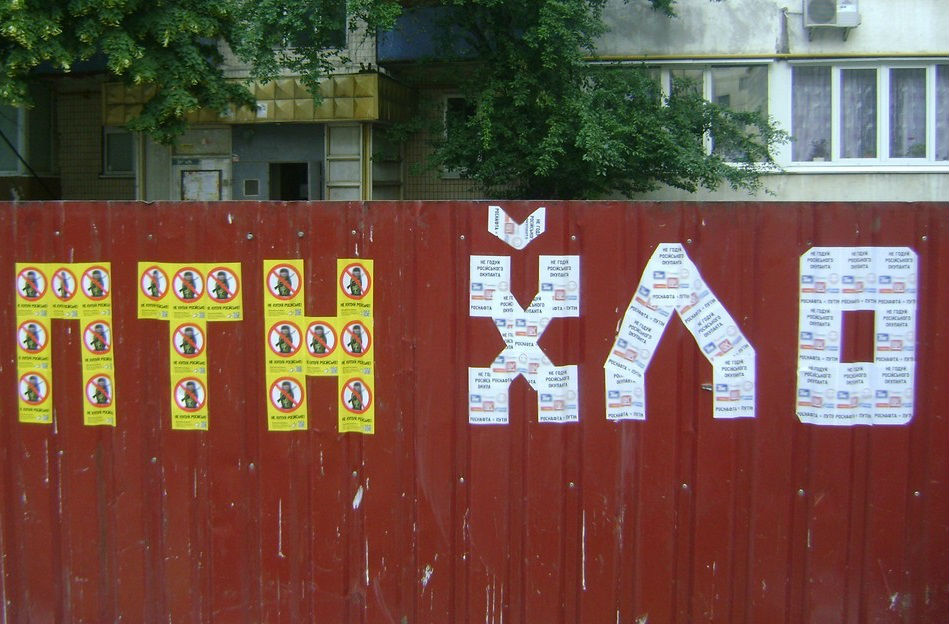
La inscripción «ПТН X̆ЛО» (la abreviatura de «¡Putin juyló!»), formada por las pegatinas de la campaña. Brovary. El 22 de junio de 2014

## Los resultados
En abril de 2014, anunciaron que los fabricantes rusos cambiaban los códigos de barras de sus productos para que no se detectara su origen ruso. Además, fueron revelados los hechos de enmascaramiento ilegal de bienes rusos en algunos supermercados ucranianos.
En la primavera de 2014, de acuerdo con diversos informes, las ventas de productos rusos en Ucrania disminuyeron entre un 35 y un 50%.
En mayo de 2014, los supermercados ucranianos comenzaron a abandonar la adquisición de productos rusos. El suministro de las mercancías procedentes de Rusia se redujo en una tercera parte.
Según la comparación de ratings de presentaciones de seriales rusos en Ucrania en 2013 (con una muestra de GfK) con los datos de 2014 (la muestra de Nielsen), los ratings sumariamente han caído en un tercio.
Según los estudios a partir de junio de 2014, Ucrania intensificó el ritmo de reducir su dependencia comercial de Rusia en el ambiente de establecimiento de la exportación a países de la UE.
En diciembre de 2014, el Servicio Fiscal del Estado de Ucrania señaló que desde el principio del año hubo una caída de las importaciones procedentes de Rusia a Ucrania en un 50%.

## La opinión pública
De acuerdo con la investigación en Internet "Taylor Nelson Sofres" (TNS) en Ucrania en marzo-abril de 2014, el 52% de los ucranianos tienen una actitud positiva o bastante positiva para un boicot a los productos rusos. Según la encuesta, el 39% de los encuestados están involucrados en el boicot. Según los resultados de las encuestas de la campaña desde el julio hasta el agosto de 2014 el apoyo del boicot a los productos rusos aumentó del 52% al 57%. El número de los que boicotean personalmente mercancías rusas aumentó de 40% a 46%. Según los datos recogidos por TSN, en septiembre de 2014, aproximadamente un 50% de los ucranianos respaldan el boicot a los productos rusos.